# A busz (Velence)
A velencei A jelzésű autóbusz a Lidón, a Piazzale Santa Maria Elisabetta és a Faro Rocchetta között közlekedik a Lidó északi városrészeit is érintve. A viszonylatot az ACTV üzemelteti.

## Története
Az A jelzésű autóbusz eredetileg rövidebb útvonalon, csak a Lido belvárosában közlekedett. 2002-ben változtatták útvonalát a maira.
A 2014-es nyári menetrendváltáskor meghosszabbították a via Klingerig, majd a 2015-ös nyári menetrendváltáskor ismét változott, két részre bontották, az egyik a régi, Piazzale Santa Maria Elisabetta és Faro Rocchetta közti útvonal lett, a másik a Piazzale Santa Maria Elisabetta és az északi városrészek közötti körjárat lett.
Az A járat története:
| Időszak     | Járat- szám | Megállók |
| ----------- | ----------- | --- |
| 1980 – 2002 | A           | San Nicolò – Piazzale Santa Maria Elisabetta – Hotel Des Bains – Piazzale Casinò – Via Colombo |
| 2002 – 2009 | A           | Piazzale Santa Maria Elisabetta – Piazza San Antonio – INCIS – Ca’ Bianca – Malamocco – Istituto San Camillo – Alberoni Centro – Faro Rocchetta |
| 2010 – 2014 | A           | Piazzale Santa Maria Elisabetta – Piazza San Antonio – Piazzale Torta – Piazzale La Fontaine – Malamocco – Istituto San Camillo – Alberoni Via Ca' Rossa – Faro Rocchetta |
| 2014 – 2015 | A           | Via Klinger – Piazzale Ravà – San Nicolò– Piazzale Santa Maria Elisabetta – Piazza San Antonio – Piazzale Torta – Malamocco – Ospedale San Camillo – Alberoni – Faro Rocchetta / Alberoni Spiaggia                                                                                      |
| 2015 – ma   | A           | Piazzale Santa Maria Elisabetta – Lungomare D’Annunzio – Piazzale Ravà – Via Klinger – Piazzale Ravà – Aeroporto – San Nicolò– Piazzale Santa Maria Elisabetta – Piazza San Antonio – Piazzale Torta – Malamocco – Ospedale San Camillo – Alberoni – Faro Rocchetta / Alberoni Spiaggia |

## Útvonala
| Piazzale Santa Maria Elisabetta – Via Klinger – Piazzale Santa Maria Elisabetta | Piazzale Santa Maria Elisabetta – Via Klinger – Piazzale Santa Maria Elisabetta |
| --- | --- |
| - Piazzale Santa Maria Elisabetta - Granviale Santa Maria Elisabetta - Lungomare Gabriele D’Annunzio - Via del Ospizio Marino - Piazzale Ravà - Via Klinger - Piazzale Ravà - Via Giannantonio Selva - Via R. Morandi - Riviera San Nicolò - Rotatoria San Nicolò - Riviera San Nicolò - Riviera Santa Maria Elisabetta - Piazzale Santa Maria Elisabetta | - Piazzale Santa Maria Elisabetta - Riviera Santa Maria Elisabetta - Riviera San Nicolò - Rotatoria San Nicolò - Riviera San Nicolò - Via R. Morandi - Via Giannantonio Selva - Piazzale Ravà - Via Klinger - Piazzale Ravà - Via del Ospizio Marino - Lungomare Gabriele D’Annunzio - Granviale Santa Maria Elisabetta - Piazzale Santa Maria Elisabetta |
| Piazzale Santa Maria Elisabetta – Faro Rocchetta | Faro Rocchetta – Piazzale Santa Maria Elisabetta |
| - Piazzale Santa Maria Elisabetta - Via Sandro Gallo - Via Malamocco - Riva Giovanni Diacono - Via Alberoni - Via Ca’ Rossa - Strada della Droma - Strada Zaffi da Barca - Faro Rocchetta | - Faro Rocchetta - Strada Zaffi da Barca - Strada della Droma - Via Ca’ Rossa - Via Alberoni - Riva Giovanni Diacono - Via Malamocco - Via Sandro Gallo - Piazzale Santa Maria Elisabetta |

## Megállóhelyei

### Városi körjárat
| sz. | idő (perc) | megállóhely neve                                                | sz. | idő (perc) | átszállási kapcsolatok                                                                                      |
| --- | ---------- | --------------------------------------------------------------- | --- | ---------- | --- |
| 0   | 0          | Piazzale Santa Maria Elisabetta                                 | 11  | 18         | 11, C, CA, CO, N, V; vízibuszok: 1, 2, 5.1, 5.2, 6, 8, 10, 14, 18, N, Alilaguna B, Alilaguna R, Alilaguna V |
| 1   | 1          | Granviale Santa Maria Elisabetta - Incrocio via Dardanelli/Zara | 10  | 17         | V |
| 2   | 2          | Lungomare D’Annunzio - Stabilimento Zona A                      | 9   | 16         | |
| 3   | 3          | Lungomare D’Annunzio - Piazza Pola                              | 8   | 15         | |
| 4   | 5          | Strada Ospizio Marino                                           | 7   | 13         | |
| 5   | 6          | Piazzale Ravà Capolinea                                         | ∫   | ∫          | |
| 6   | 11         | Via Klinger                                                     | 5   | 12         | |
| ∫   | ∫          | Piazzale Ravà Capolinea                                         | 5   | 6          | |
| 7   | 13         | Via Morandi Aeroporto                                           | ∫   | ∫          | |
| 8   | 14         | San Nicolò Capolinea                                            | ∫   | ∫          | |
| 9   | 15         | Riviera San Nicolò - Chiesa                                     | 4   | 5          | |
| ∫   | ∫          | San Nicolò Capolinea                                            | 3   | 4          | |
| 10  | 16         | Riviera San Nicolò - Cimitero                                   | 2   | 2          | |
| 11  | 17         | Riviera San Nicolò - Incrocio via Marco Polo                    | 1   | 1          | |
| 12  | 18         | Piazzale Santa Maria Elisabetta                                 | 0   | 0          | 11, C, CA, CO, N, V; vízibuszok: 1, 2, 5.1, 5.2, 6, 8, 10, 14, 18, N, Alilaguna B, Alilaguna R, Alilaguna V |

Megjegyzés: A dőlttel szedett járatszámok időszakos (nyári) járatokat jelölnek.

### Szigeti hossz-járat
| sz. | idő (perc) | megállóhely neve                           | sz. | idő (perc) | átszállási kapcsolatok                                                                                      |
| --- | ---------- | ------------------------------------------ | --- | ---------- | --- |
| 0   | 0          | Piazzale Santa Maria Elisabetta            | 11  | 21         | 11, C, CA, CO, N, V; vízibuszok: 1, 2, 5.1, 5.2, 6, 8, 10, 14, 18, N, Alilaguna B, Alilaguna R, Alilaguna V |
| 1   | 1          | Via Sandro Gallo - Scuola Pisani           | ∫   | ∫          | C, CA, CO, N                                                                                                |
| 2   | 2          | Via Sandro Gallo - Incrocio via Bembo      | 10  | 18         | C, CA, CO, N                                                                                                |
| 3   | 4          | Via Sandro Gallo - Piazza Sant’Antonio     | 9   | 16         | C, CA, CO, N                                                                                                |
| 4   | 5          | Via Sandro Gallo - Piazzale Torta          | 8   | 15         | C, CA, CO, N                                                                                                |
| ∫   | ∫          | Via Sandro Gallo - Incrocio via Fuga       | 7   | 14         | C, N, V |
| 5   | 6          | Via Sandro Gallo - Incrocio via dei Giunta | ∫   | ∫          | C, N, V |
| 6   | 7          | Via Sandro Gallo - Incrocio via Giolito    | ∫   | ∫          | C, N, V, 11                                                                                                 |
| 7   | 8          | Malamocco -Vigili del Fuoco                | 6   | 11         | N, V |
| 8   | 9          | Malamocco -Incrocia via Parri              | 5   | 10         | N, V |
| 9   | 11         | Malamocco centro                           | 4   | 8          | N, 11 |
| 10  | 15         | Alberoni - Ospedale San Camillo            | 3   | 4          | N, 11 |
| 11  | 16         | Alberoni - Stella Maris                    | 2   | 3          | N, 11 |
| 12  | 17         | Alberoni - Via Ca’ Rossa                   | 1   | 2          | N |
| 13  | 18         | Alberoni Spiaggia                          | 0   | 0          | |
| 13  | 20         | Faro Rocchetta                             | 0   | 0          | N, 11 |

Megjegyzés: A dőlttel szedett járatszámok időszakos (nyári) járatokat jelölnek.